# Івангородська сільська рада (Христинівський район)
Івангоро́дська сільська́ ра́да — адміністративно-територіальна одиниця та орган місцевого самоврядування у Христинівському районі Черкаської області. Адміністративний центр — село Івангород.

## Загальні відомості
- Населення ради: 1 193 особи (станом на 2001 рік)

## Населені пункти
Сільській раді були підпорядковані населені пункти:
- с. Івангород

## Склад ради
Рада складалася з 12 депутатів та голови.
- Голова ради: Удовенко Любов Степанівна
- Секретар ради: Наливайко Валентина Григорівна

### Керівний склад попередніх скликань
| Прізвище, ім'я, по батькові | Основні відомості                                                | Дата обрання | Дата звільнення |
| --------------------------- | ---------------------------------------------------------------- | ------------ | --------------- |
| Шиндор Степан Васильович    | Сільський голова, 1950 року народження                           | 26.03.2006   | 31.10.2010      |
| Муха Андрій Григорович      | Сільський голова, 1984 року народження, безпартійний             | 31.10.2010   | 20.02.2014      |
| Удовенко Любов Степанівна   | Сільський голова, 1974 року народження, освіта вища, безпартійна | 25.10.2015   |                 |

Примітка: таблиця складена за даними сайту Верховної Ради України та ЦВК

### Депутати VII скликання
За результатами місцевих виборів 2015 року депутатами ради стали:

#### За суб'єктами висування
| Суб'єкт висування | Кількість обраних депутатів | %      |
| ----------------- | --------------------------- | ------ |
| Самовисування     | 12                          | 100.00 |

#### За округами
| № округу | Прізвище, ім'я, по батькові    | Ким висунуто  | Дата нар.  | Освіта              | Партійна приналежність | Відомості                                      |
| -------- | ------------------------------ | ------------- | ---------- | ------------------- | ---------------------- | ---------------------------------------------- |
| 1        | Бойко Сергій Іванович          | Самовисування | 15.08.1970 | загальна середня    | безпартійний           | тимчасово не працює                            |
| 2        | Лапцай Наталія Анатоліївна     | Самовисування | 03.03.1964 | загальна середня    | безпартійна            | пенсіонер                                      |
| 3        | Наливайко Валентина Григорівна | Самовисування | 01.05.1960 | професійно-технічна | безпартійна            | Івангородська сільська рада, секретар          |
| 4        | Безкоровайна Любов Кирилівна   | Самовисування | 21.04.1959 | професійно-технічна | безпартійна            | пенсіонер                                      |
| 5        | Колісник Валентина Борисівна   | Самовисування | 30.09.1962 | загальна середня    | безпартійна            | магазин с. Івангород, продавець                |
| 6        | Великий Руслан Вікторович      | Самовисування | 28.01.1986 | загальна середня    | безпартійний           | приватний підприємець                          |
| 7        | Тимченко Наталія Семенівна     | Самовисування | 05.08.1950 | загальна середня    | безпартійна            | пенсіонер                                      |
| 8        | Галак Андрій Іванович          | Самовисування | 14.12.1954 | професійно-технічна | безпартійний           | пенсіонер                                      |
| 9        | Кучер Руслан Євгенійович       | Самовисування | 16.06.1978 | вища                | безпартійний           | тимчасово не працює                            |
| 10       | Колісник Микола Анатолійович   | Самовисування | 22.05.1972 | загальна середня    | безпартійний           | ПРАТ «Зерно продукт», водій                    |
| 11       | Шандор Зоя Іванівна            | Самовисування | 06.03.1965 | професійно-технічна | безпартійна            | Івангородська сільська бібліотека, бібліотекар |
| 12       | Козленко Таїсія Вікторівна     | Самовисування | 01.06.1988 | вища                | безпартійна            | Івангородський НВК, учитель                    |

### Депутати VI скликання
За результатами місцевих виборів 2010 року депутатами ради стали:

#### За суб'єктами висування
| Суб'єкт висування                                       | Кількість обраних депутатів | %    |
| ------------------------------------------------------- | --------------------------- | ---- |
| Соціалістична партія України                            | 4                           | 26,7 |
| Політична партія Всеукраїнське об'єднання «Батьківщина» | 3                           | 20   |
| Народна партія                                          | 2                           | 13,3 |
| Партія регіонів                                         | 2                           | 13,3 |
| Самовисування                                           | 2                           | 13,3 |
| Аграрна партія України                                  | 1                           | 6,7  |
| Комуністична партія України                             | 1                           | 6,7  |

#### За округами
| № округу                                                | Прізвище, ім'я, по батькові    | Дата визнання обраним | Освіта             | Партійна приналежність                        | Відомості про обраного депутата           |
| ------------------------------------------------------- | ------------------------------ | --------------------- | ------------------ | --------------------------------------------- | ----------------------------------------- |
| Аграрна партія України                                  |                                |                       |                    |                                               |                                           |
| 4                                                       | Котик Надія Михайлівна         | 01.11.2010            | середня спеціальна | позапартійна                                  | Івангородська амбулаторія, акушерка       |
| Комуністична партія України                             |                                |                       |                    |                                               |                                           |
| 11                                                      | Безкоровайна Любов Кирилівна   | 01.11.2010            | середня спеціальна | позапартійна                                  | тимчасово не працює                       |
| Народна Партія                                          |                                |                       |                    |                                               |                                           |
| 8                                                       | Смішко Галина Кузьмівна        | 01.11.2010            | середня спеціальна | позапартійна                                  | магазин 35 КООП № 4, продавець            |
| 12                                                      | Шиндор Зоя Іванівна            | 01.11.2010            | середня спеціальна | позапартійна                                  | Івангородська бібліотека, зав бібліотекою |
| Партія регіонів                                         |                                |                       |                    |                                               |                                           |
| 2                                                       | Колісник Микола Анатолійович   | 01.11.2010            | середня            | позапартійний                                 | ЗАТ Зернопродукт, шофер                   |
| 3                                                       | Шиндор Леся Дем'янівна         | 01.11.2010            | вища               | позапартійна                                  | Івангородська НВК, вчитель                |
| Політична партія Всеукраїнське об'єднання «Батьківщина» |                                |                       |                    |                                               |                                           |
| 5                                                       | Збаражський В'ячеслав Якович   | 01.11.2010            | середня            | позапартійний                                 | м. Умань ПНВК Едельвейс-А, експедитор     |
| 6                                                       | Бричук Іван Григорович         | 01.11.2010            | середня            | член Всеукраїнського об'єднання «Батьківщина» | тимчасово не працює                       |
| 7                                                       | Дрозденко Володимир Григорович | 01.11.2010            | середня            | член Всеукраїнського об'єднання «Батьківщина» | тимчасово не працює                       |
| Соціалістична партія України                            |                                |                       |                    |                                               |                                           |
| 1                                                       | Григораш Лілія Петрівна        | 01.11.2010            | середня спеціальна | позапартійна                                  | АС «Христинівка», касир-диспечер          |
| 9                                                       | Наливайко Валентина Григорівна | 01.11.2010            | середня спеціальна | член Соціалістичної партії України            | Івангородська с/рада, секретар с/ради     |
| 10                                                      | Шкарбан Світлана Сергіївна     | 01.11.2010            | середня            | член Соціалістичної партії України            | пенсіонер                                 |
| 13                                                      | Видай Любов Захарівна          | 01.11.2010            | середня            | позапартійна                                  | ЗАТ Зернопродукт, різноробоча             |
| Самовисування                                           |                                |                       |                    |                                               |                                           |
| 14                                                      | Дрозденко Галина Степанівна    | 01.11.2010            | середня            | позапартійна                                  | тимчасово не працює                       |
| 15                                                      | Лапцай Юрій Іванович           | 01.11.2010            | середня            | позапартійний                                 | тимчасово не працює                       |